# Lituania en los Juegos Olímpicos de Atlanta 1996
Lituania estuvo representada en los Juegos Olímpicos de Atlanta 1996 por un total de 61 deportistas que compitieron en 14 deportes.  
El portador de la bandera en la ceremonia de apertura fue el nadador Raimundas Mažuolis.

## Medallistas
El equipo olímpico lituano obtuvo las siguientes medallas:
| Nombre | Deporte    | Competición |
| ------ | ---------- | ----------- |
| Oro    |            |             |
| —      |            |             |
| Plata  |            |             |
| —      |            |             |
| Bronce |            |             |
| Equipo | Baloncesto | Torneo M    |